# 萨莫吉提亚

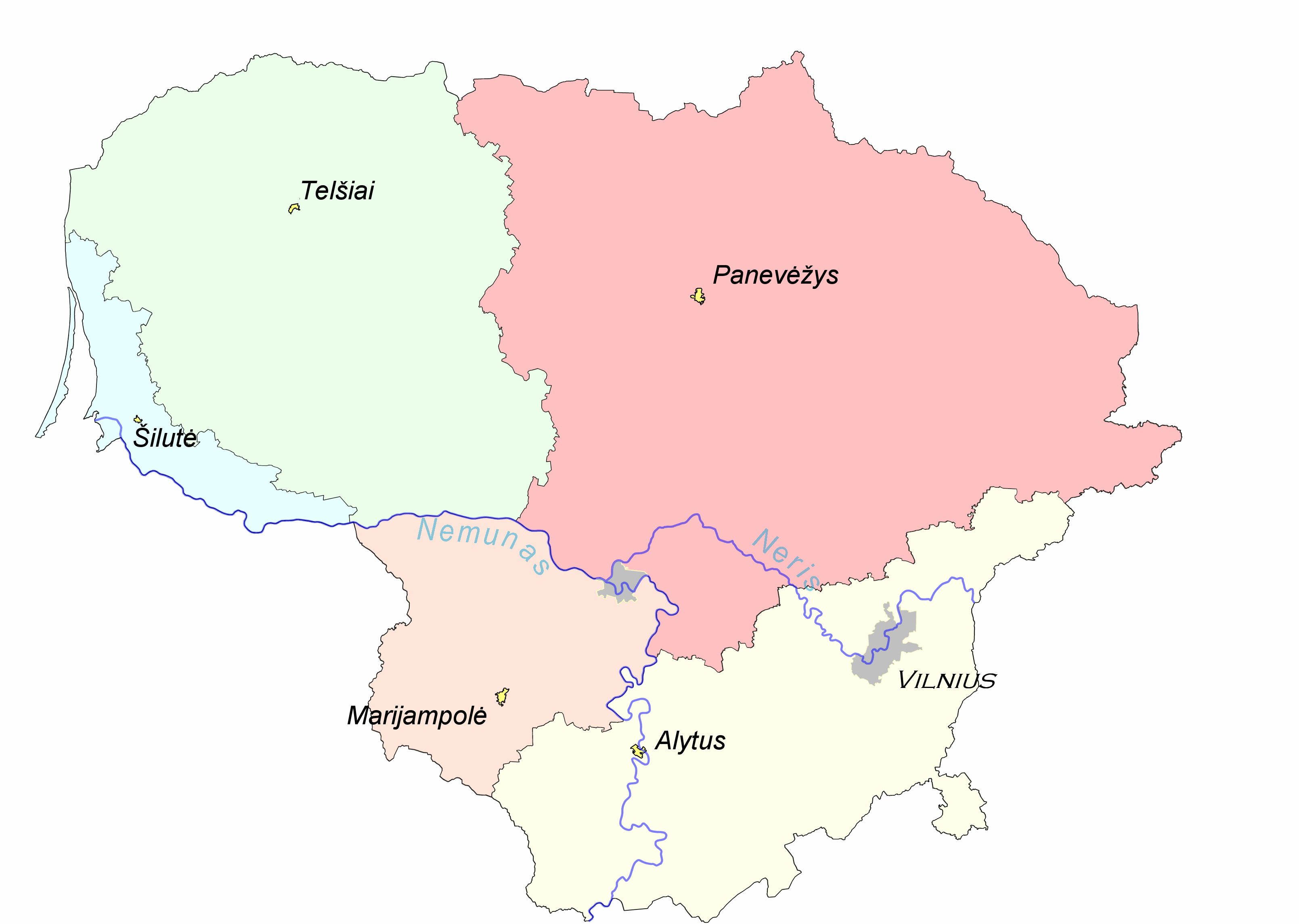
立陶宛历史地区。萨莫吉提亚被标记为绿色

萨莫吉提亚（直译：「低地」）是立陶宛五大历史地区之一。它位于立陶宛西北部，最大城市希奥利艾。该地区有漫长且独立的文化史，这可以从薩莫吉提亞語的存在体现出来。该语言原先为不受国际标准化组织承认的语言，但在2009年后地位得到提高（2010年萨莫吉提亚语获得其ISO 639-3代码“sgs”）。

## 歷史

波羅的諸部族，萨莫吉提亚人（Samogitians）被歸類為立陶宛人的一支

在13世紀以前，萨莫吉提亚居住著萨莫吉提亚人和庫洛年人。萨莫吉提亚西部在13到16世紀漸漸變成以立陶宛人為主體，此時條頓騎士團以及立窩尼亞騎士團常以此地為擴張目標，萨莫吉提亚的領地在一次次和平條約中被蠶食鯨吞。最終立陶宛統治全領。
之後兩百年來，萨莫吉提亚人在對抗條頓騎士團發起的十字軍戰役中扮演重要腳色，從1229年入侵立陶宛開始，聯軍與立陶宛人和萨莫吉提亚人展開多次博弈，諸如戰役索勒（1236）、斯库达斯（1239）、杜尔贝（1260）、利瓦尔德（1261），族繁不及備載。因萨莫吉提亚是歐洲最後尚未信仰基督教的區域，條頓騎士團將入侵視為他最後的使命。西元1345至1382年，十字军骑士從普魯士入侵70餘次，利沃尼亞騎士團入侵亦有30多次。儘管遭到如此多的折磨，萨莫吉提亚依然堅守領地直到在決定性的格倫瓦德之戰，波蘭-立陶宛聯邦擊敗條頓騎士團並終止了十字軍時代。
直到15世紀，萨莫吉提亚才改信了基督教，是歐洲最晚改信的地區。